# Санкт-Освальд-бай-Фрайштадт
Санкт-Освальд-бай-Фрайштадт (нем. Sankt Oswald bei Freistadt) — ярмарочная коммуна (Marktgemeinde) в Австрии, в федеральной земле Верхняя Австрия.
Входит в состав округа Фрайштадт. Население составляет 2725 человек (на 31 декабря 2005 года). Занимает площадь 41 км². Официальный код — 40618.

## Политическая ситуация
Бургомистр коммуны — Алойс Пункенхофер (СДПА) по результатам выборов 2003 года.
Совет представителей коммуны (нем. Gemeinderat) состоит из 25 мест.
- АНП занимает 12 мест.
- СДПА занимает 11 мест.
- Партия PFLUG занимает 2 места.